# 和田 (栄町)
和田（わだ）は、千葉県印旛郡栄町の大字。郵便番号270-1521。

## 地理
北は茨城県河内町大徳鍋子新田、北東は茨城県河内町小林町歩、東は安食、南東は安食卜杭新田、南は印西市安食卜杭、南西は布鎌酒直、西は南、布鎌酒直、生板鍋子新田、北西は茨城県河内町龍ケ崎町歩に隣接している。

## 小字
小字は以下の通り。
- 下沖耕地（しもおきこうち）
- 下耕地（しもこうち）
- 外裏耕地（そとうらこうち）
- 外下中耕地（そとしたなかこうち）
- 外下耕地（そとしもこうち）
- 外前耕地（そとまえこうち）
- 外上耕地（そとかみこうち）
- 内上耕地（うちかみこうち）
- 上耕地（かみこうち）
- 上沖耕地（かみおきこうち）
- 圦場入会地（いりばいりあいち）
- 下仲耕地（しもなかこうち）
- 下加輪（しもかわ）
- 上加輪（かみかわ）
- 外加輪耕地（そとかわこうち）
- 中耕地（なかこうち）
- 反高（だんだか）

## 歴史
江戸期は下和田新田であり、下総国印旛郡のうち。江戸初期大瀬野村に属し、延宝元年から布鎌新田の1つ、布鎌を冠称。もと草刈場大瀬野を寛永頃埴生郡安食村が新田開発、明暦3年大瀬野村200石余に含まれる。はじめ旗本本多氏領、寛文2年から幕府領、天保10年から浜松藩領、弘化3年一時幕府領となるが、以後再び浜松藩領。村高は、延宝元年拾九ヶ村村名寄帳・「元禄郷帳」ともに79石余、「天保郷帳」「旧高旧領」ともに87石余。また、延宝元年の反別15町5反余、皆畑（印旛郡誌）。明治6年千葉県に所属。神社は天神社など。明治22年布鎌村の大字となる

### 年表
- 1873年（明治6年） - 千葉県に所属。
- 1889年（明治22年）4月1日 - 町村制施行し、布鎌酒直新田、布鎌下和田新田、布鎌四ッ谷新田、布鎌脇川新田、布鎌請方新田、布鎌長門谷新田、安食卜杭新田飛地、布鎌大森新田、布鎌押砂新田、布鎌上曽根新田、布鎌中谷新田、北布鎌村、布鎌四箇村新田、三和村、布鎌太郎右衛門新田、布鎌南新田、布鎌西新田が合併し布鎌村が発足。布鎌村大字下和田新田となる。
- 1910年（明治43年） - 下和田新田が改称し、布鎌村大字和田となる[5][6]。
- 1955年（昭和30年）12月1日 - 布鎌村、安食町が合併し栄町が発足。栄町和田になる。

## 世帯数と人口
2017年（平成29年）11月1日現在の世帯数と人口は以下の通りである。
| 大字 | 世帯数  | 人口  |
| ---- | ------- | ----- |
| 和田 | 109世帯 | 258人 |

## 小・中学校の学区
町立小・中学校に通う場合、学区は以下の通りとなる。
| 地域 | 小学校           | 中学校         |
| ---- | ---------------- | -------------- |
| 全域 | 栄町立布鎌小学校 | 栄町立栄中学校 |

## 施設
- 栄町和田集会所
- 印旛排水機場
- JA西印旛東部
- JA西印旛米穀低温倉庫
- 出津河川防災広報センター
- 天満宮
- 長門川公園

## 交通

### 道路
- 国道
  - 国道356号